# Livet-sur-Authou
Livet-sur-Authou is een gemeente in het Franse departement Eure (regio Normandië) en telt 135 inwoners (2004). De plaats maakt deel uit van het arrondissement Bernay.

## Geografie
De oppervlakte van Livet-sur-Authou bedraagt 3,9 km², de bevolkingsdichtheid is 34,6 inwoners per km².
De onderstaande kaart toont de ligging van Livet-sur-Authou met de belangrijkste infrastructuur en aangrenzende gemeenten.

## Demografie
Onderstaande figuur toont het verloop van het inwonertal (bron: INSEE-tellingen).